# Liste der Kulturdenkmale in Grönwohld
In der Liste der Kulturdenkmale in Grönwohld sind alle Kulturdenkmale der schleswig-holsteinischen Gemeinde Grönwohld (Kreis Stormarn) und ihrer Ortsteile aufgelistet (Stand: 19. Mai 2025).

## Legende
In den Spalten befinden sich folgende Informationen:
- Objekt-ID: die Nummer des Kulturdenkmales
- Lage: die Adresse des Kulturdenkmales und die geographischen Koordinaten. Kartenansicht, um Koordinaten zu setzen. In der Kartenansicht sind Kulturdenkmale ohne Koordinaten mit einem roten Marker dargestellt und können in der Karte gesetzt werden. Kulturdenkmale ohne Bild sind mit einem blauen Marker gekennzeichnet, Kulturdenkmale mit Bild mit einem grünen Marker.
- Offizielle Bezeichnung: Bezeichnung des Kulturdenkmales
- Beschreibung: die Beschreibung des Kulturdenkmales
- Bild: ein Bild des Kulturdenkmales

## Bauliche Anlagen
| Objekt-ID      | Lage                                             | Offizielle Bezeichnung | Beschreibung | Bild                             |
| -------------- | ------------------------------------------------ | ---------------------- | --- | -------------------------------- |
| 10867 Wikidata | Bahnhofstraße 5 b (53° 38′ 29″ N, 10° 24′ 21″ O) | Röperkate              | Reetgedecktes Hallenhaus in Zweiständer-Bauweise, errichtet um 1667. Alteintragung (Aktualisierung vorgesehen) - Begründung: geschichtlich, Kulturlandschaft prägend - Schutzumfang: gesamtes Objekt - Denkmaltyp: Bauliche Anlage | BW                               |
| 1879 Wikidata  | Drahtmühle 13 (53° 38′ 18″ N, 10° 23′ 54″ O)     | Alte Drahtziehmühle    | Die sog. "Drahtmühle" liegt am Ortseingang von Grönwohld. Die Drahtmühle wurde Anfang des 17. Jahrhunderts erbaut und gilt als ältester erhaltener „Industriebau“ Stormarns. Eine Hamburger Kaufmannsfamilie ließ die Mühle zur Herstellung von Kupferplatten errichten. Zuletzt diente die sie der Papierherstellung, bis sie 1972 unter Denkmalschutz gestellt wurde. Alteintragung (Aktualisierung vorgesehen) - Begründung: geschichtlich, technisch - Schutzumfang: gesamtes Äußeres - Denkmaltyp: Bauliche Anlage | weitere Fotos \| Fotos hochladen |